# Kerstin Pohlmann
Kerstin Pohlmann-Ernst geb. Pohlmann (* 7. Februar 1972 in Frankfurt am Main) ist eine ehemalige deutsche Fußballspielerin.

## Karriere
Die 178 cm große Pohlmann spielte – wie ihre Zwillingsschwester Dagmar – während ihrer gesamten Karriere von 1989 bis 1995 für den FSV Frankfurt und wurde im Mittelfeld eingesetzt. Mit dem FSV gewann sie dreimal den DFB-Pokal, einmal den Supercup und wurde 1995 Deutscher Meister.

## Privates
Kerstin Pohlmann-Ernst ist mit dem Fußballspieler Thomas Ernst verheiratet. Das Paar hat zwei Söhne. Sohn Tjark (* 2003) spielt seit der Saison 2022/23 bei Hertha BSC und kam am 34. Spieltag beim VfL Wolfsburg zu seinem ersten Bundesliga-Einsatz.

## Erfolge
- Deutscher Meister 1995
- DFB-Pokalsieger 1990, 1992, 1995
- DFB-Supercup-Sieger 1995